# Lubasz (Petite-Pologne)
Pour les articles homonymes, voir Lubasz.
Lubasz est une localité polonaise de la gmina de Szczucin, située dans le powiat de Dąbrowa en voïvodie de Petite-Pologne.